# Ilhas Virgens Americanas nos Jogos Olímpicos de Verão de 2020
As Ilhas Virgens Americanas competiram nos Jogos Olímpicos de Verão de 2020 em Tóquio. Originalmente programados para ocorrerem de 24 de julho a 9 de agosto de 2020, os Jogos foram adiados para 23 de julho a 8 de agosto de 2021, por causa da pandemia COVID-19. Foi a 13ª participação do território nos Jogos Olímpicos de Verão.

## Competidores
Abaixo está a lista do número de competidores nos Jogos.
| Esporte       | Masculino | Feminino | Total |
| ------------- | --------- | -------- | ----- |
| Atletismo     | 1         | 0        | 1     |
| Natação       | 1         | 1        | 2     |
| Tiro com arco | 1         | 0        | 1     |
| Total         | 3         | 1        | 4     |

## Atletismo
As Ilhas Virgens Americanas receberam vagas de Universalidade da IAAF para enviar um atleta às Olimpíadas.
- Nota– As posições para os eventos de pista são em relação à bateria do atleta
- Q = Qualificado para a próxima fase
- q = Qualificado para a próxima fase como o perdedor mais rápido ou, em eventos de campo, pela posição sem atingir o alvo para qualificação
- NR = Recorde nacional
- N/A = Fase não aplicável para o evento
- Bye = Atleta não precisou disputar aquela fase

Eventos de pista e estrada
| Atleta       | Evento          | Eliminatória | Eliminatória | Semifinal   | Semifinal   | Final       | Final       |
| Atleta       | Evento          | Resultado    | Posição      | Resultado   | Posição     | Resultado   | Posição     |
| ------------ | --------------- | ------------ | ------------ | ----------- | ----------- | ----------- | ----------- |
| Eddie Lovett | 100 m masculino | 14.17        | 7            | Não avançou | Não avançou | Não avançou | Não avançou |

## Natação
As Ilhas Virgens Americanas inscreveram dois atletas para a natação após receber vagas de Universalidade, em que ambos os atletas atingiram o Tempo de Seleção Olímpica (TSO) em seus respectivos eventos.
Masculino
| Atleta       | Evento      | Eliminatória | Eliminatória | Semifinal   | Semifinal   | Final       | Final       |
| Atleta       | Evento      | Tempo        | Posição      | Tempo       | Posição     | Tempo       | Posição     |
| ------------ | ----------- | ------------ | ------------ | ----------- | ----------- | ----------- | ----------- |
| Adriel Sanes | 100 m peito | 1:02.43      | 42           | Não avançou | Não avançou | Não avançou | Não avançou |
| Adriel Sanes | 200 m peito | 2:16.87      | 33           | Não avançou | Não avançou | Não avançou | Não avançou |

Feminino
| Atleta          | Evento      | Eliminatória | Eliminatória | Semifinal | Semifinal | Final       | Final       |
| Atleta          | Evento      | Tempo        | Posição      | Tempo     | Posição   | Tempo       | Posição     |
| --------------- | ----------- | ------------ | ------------ | --------- | --------- | ----------- | ----------- |
| Natalia Kuipers | 400 m livre | 4:39.42      | 26           | —         | —         | Não avançou | Não avançou |

## Tiro com arco
As Ilhas Virgens Americanas receberam uma vaga da Comissão Tripartite da World Archery.
Masculino
| Atleta           | Evento     | Fase de Ranking | Fase de Ranking | Fase de 64           | Fase de 32           | Oitavas              | Quartas              | Semifinais           | Final                | Final       |
| Atleta           | Evento     | Placar          | Pos.            | Adversário Resultado | Adversário Resultado | Adversário Resultado | Adversário Resultado | Adversário Resultado | Adversário Resultado | Pos.        |
| ---------------- | ---------- | --------------- | --------------- | -------------------- | -------------------- | -------------------- | -------------------- | -------------------- | -------------------- | ----------- |
| Nicholas D'Amour | Individual | 660             | 23              | AUS R Tyack D 5–6    | Não avançou          | Não avançou          | Não avançou          | Não avançou          | Não avançou          | Não avançou |